# EWE Baskets Oldenburg
EWE Baskets Oldenburg é um clube profissional de basquete baseado na cidade de Oldenburg, Alemanha. O clube disputa a BBL e a EuroCopa . O nome do clube deriva do patrocinador principal a EWE AG, que é uma companhia fabricante de eletrodomésticos. A arena onde manda seus jogos é a Large EWE Arena.

## História
O clube iniciou suas atividades na sessão de basquete do Oldenburger TB em 1954. Em 2001, o departamento de basquete separou-se do Oldenburger formando um novo clube, chamado EWE Baskets Oldenburg.
Na temporada de 2008-09, EWE Baskets Oldenburg conquistou sua maior conquista, o título de campeão da Bundesliga. Como campeões alemães conquistaram também o direito de disputar a Euroliga na temporada 2009/10.

## Arenas
Oldenburg manda seus jogos na Large EWE Arena inaugurada em 2013 com 6.069 lugares.

## Temporada por temporada
| Temporada | Divisão | Liga       | Pos. | Classificação     | Copa da Alemanha  | Competições Europeias                 |
| --------- | ------- | ---------- | ---- | ----------------- | ----------------- | ------------------------------------- |
| 2001–02   | 1       | Bundesliga | 12   | -                 | Vice-campeão      | –                                     |
| 2002–03   | 1       | Bundesliga | 6    | Quartas de finais | –                 | –                                     |
| 2003–04   | 1       | Bundesliga | 5    | Quartas de Finais | –                 | –                                     |
| 2004–05   | 1       | Bundesliga | 7    | Quartas de Finais | –                 | –                                     |
| 2005–06   | 1       | Bundesliga | 8    | Quartas de finais | –                 | –                                     |
| 2006–07   | 1       | Bundesliga | 9    | –                 | –                 | –                                     |
| 2007–08   | 1       | Bundesliga | 3    | Semifinalista     | –                 | –                                     |
| 2008-09   | 1       | Bundesliga | 2    | Campeão           | –                 | 3 EuroChallenge                       |
| 2009-10   | 1       | Bundesliga | 5    | Quartas de finais | Quartas de finais | 1 Euroliga                            |
| 2010-11   | 1       | Bundesliga | 6    | Quartas de finais | Quartas de finais | 2 Eurocup                             |
| 2011-12   | 1       | Bundesliga | 10   | –                 | Quartas de finais | 3 EuroChallenge – Last 16             |
| 2012–13   | 1       | Bundesliga | 2    | Vice-campeão      | Quartas de finais | 3 3º lugar no EuroChallenge           |
| 2013–14   | 1       | Bundesliga | 4    | Semifinalista     | Quartas de finais | 2 Eurocup                             |
| 2014–15   | 1       | Bundesliga | 7    | Quartas de Finais | Campeão           | 2 Eurocup - TR                        |
| 2015–16   | 1       | Bundesliga | 2    | Quartas de Finais | Quartas de Finais | 2 Eurocup - Quartas de Finais         |
| 2016–17   | 1       | Bundesliga | 5    | Finalista         |                   | 3 Liga dos Campeões Quartas de finais |
| 2017-18   | 1       | Bundesliga | 7    | Quartas de finais |                   | 3 Liga dos Campeões Quartas de finais |
| 2018-19   | 1       | Bundesliga | 2    | Semifinais        | Oitavas de finais | -                                     |
| 2019-20   | 1       | Bundesliga | 5    | Semifinais        | Finalista         | 2 EuroCopa                            |
| 2020-21   | 1       | Bundesliga | 3    | Quartas de finais | Primeira fase     |                                       |
| 2021-22   | 1       | Bundesliga | 11   |                   | Oitavas de finais | 3 Liga dos Campeões FG                |
| 2022-23   | 1       | Bundesliga | 4    | Quartas de finais | Finalista         |                                       |
| 2023-24   | 1       | BBL        | 9º   | Play-ins          | Oitavas de finais | 3 Liga dos Campeões FG                |
| 2024-25   | 1       | BBL        | 9º   | Play-ins          | Oitavas de finais |                                       |
| 2025-26   | 1       | BBL        |      |                   |                   |                                       |

## Títulos
- Basketball Bundesliga: (1)
  - 2008–09
- BBL Copa dos Campeões: (1)
  - 2009

## Jogadores Notáveis
- Andre Bade 4 seasons: '99-'03
- Elvir Ovčina 3 seasons: '01-'04
- Ruben Boumtje-Boumtje '07–10
- Pavel Bečka 3 seasons: '01-'04
- Felipe López '04–'05
- Kristaps Valters '04–'06
- Bryan Bailey 1 season: '09
- Carl Brown 1 season: '05-'06
- Josh Carter '09–10
- Terrel Castle '02–'04
- Bill Edwards '05–'06
- D'or Fischer '06–'07
- Je'Kel Foster '08–10
- Jason Gardner '07–10
- Anthony Grundy '02–'03
- Dan Grunfeld '06–'07
- Tyron McCoy 6 seasons: '01-'07
- Rickey Paulding '07–
- Desmond Penigar '06–'07
- Doron Perkins '06–'07
- Bobby Brown '11-'12
- Julius Jenkins '12-

## Números Retirados
|   | Daniel Strauch |
|   |                |
| 6 |                |
|   |                |

|   | Pavel Becka |
|   |             |
| 8 |             |
|   |             |

|    | Tyron McCoy |
|    |             |
| 14 |             |
|    |             |

## Ligações Externas
- Sítio Oficial (em alemão)
- Página do clube Eurobasket.com